# فهرست مربیان باشگاه فوتبال ملوان
باشگاه فوتبال ملوان بندر انزلی در سال ۱۳۴۸ تأسیس شده‌است. آنچه در این نوشتار آمده‌است اسامی مربیان این باشگاه در طول فعالیت آن در فوتبال کشور است.

## مربیان

### کادر فنی کنونی
- فرهاد پورغلامی: سرمربی
- محمد حبیبی: دستیار اول
- حسین غلامی: سرپرست
- غفور جهانی: مشاور فنی
- فریدون مولایی: پزشک
- علی پور طهماسبی: پزشک
- اصغر شیر پور: مربی
- محمود پیشگاه هادیان: مربی
- مارتیروس خاچاطوریان: مربی

### مربیان پیشین
| نام            | دوران مربیگری |
| -------------- | ------------- |
| بهمن صالح‌نیا   | ۱۳۷۶–۱۳۴۷     |
| نصرت ایراندوست | ۱۳۷۹–۱۳۷۶     |
| محمد احمدزاده  | ۱۳۸۱–۱۳۷۹     |
| بهمن صالح‌نیا   | ۱۳۸۳–۱۳۸۱     |
| منوچهر درجزی   | ۱۳۸۳–۱۳۸۱     |
| نصرت ایراندوست | ۱۳۸۵–۱۳۸۳     |
| منوچهر درجزی   | ۱۳۸۵–۱۳۸۳     |
| محمد احمدزاده  | ۱۳۸۵–۱۳۸۹     |
| فرهاد پورغلامی | ۱۳۸۹-اکنون    |